# تساروتس (استان کرجالی)
تساروتس (به بلغاری: Tsarevets) یک منطقهٔ مسکونی در بلغارستان است که در شهرستان کاردژالی واقع شده‌است.